# Municipio de Postojna
Postojna es un municipio de Eslovenia, situado en el suroeste del país, en la región de Litoral-Carniola Interior. Su capital es Postojna.
En 2018 tiene 16 207 habitantes.
El municipio comprende las localidades de Belsko, Brezje pod Nanosom, Bukovje, Dilce, Gorenje, Goriče, Grobišče, Hrašče, Hrenovice, Hruševje, Koče, Landol, Liplje, Lohača, Mala Brda, Mali Otok, Malo Ubeljsko, Matenja vas, Orehek, Planina, Postojna (la capital), Predjama, Prestranek, Rakitnik, Rakulik, Razdrto, Sajevče, Slavina, Slavinje, Stara vas, Strane, Strmca, Studenec, Studeno, Šmihel pod Nanosom, Velika Brda, Veliki Otok, Veliko Ubeljsko, Zagon y Žeje.
Sus límites fueron definidos el 3 de octubre de 1994, cuando el municipio de Pivka se separó del anterior municipio de Postojna.